# Beryl Markham
Beryl Markham (26 oktober 1902 - 3 augusti 1986) var en brittiskfödd kenyansk pilot, författare och äventyrare. Hon tillhörde den grupp av kvinnliga flygpionjärer som under tidigt 1900-tal med djärva långflygningar bidrog till flygets utveckling, och var också författare och en skicklig hästtränare.
Markham växte upp på en farm i Njoro, dåvarande Brittiska Östafrika, sedermera Kenya, där fadern, Charles Clutterbuck födde upp galopphästar. I de tidiga tonåren skaffade hon sig certifikat som galopptränare, den enda kvinnliga i Kenya, och kunde försörja sig som sådan när fadern sålde farmen och lämnade Afrika. Karriären som flygare började sedan hon lärt känna Karen Blixens vän Denys Finch Hatton som tog henne med på flygturer i sitt biplan. Hon tog flygcertifikat 1931 och försörjde sig sedan som postflygare. Hon arbetade också med flygspaning efter elefanter för elfenbensjägares räkning. Med sitt enmotoriga plan, som varken hade radio, kompass eller hastighetsmätare, gjorde hon flera flygningar mellan Nairobi och England. År 1936 ville hon sätta rekord med en öst-västlig soloflygning över Atlanten, från England till New York. En skotsk pilot, Jim Mollison, hade 1932 gjort en sådan flygning med sikte på New York men hamnat i Kanada. Markham nådde inte heller New York utan kraschlandade i Nova Scotia, men blev den första kvinna som genomfört en atlantflygning i öst-västlig riktning.

## Uppväxt
Beryl Markham var dotter till Charles och Clara Clutterbuck och hon hade en två år äldre bror vid namn Richard.
Brittiska Östafrika, där hon växte upp, var under åren 1895 till 1920 ett brittiskt protektorat och därefter en koloni till 1963 då landet blev självständigt och fick namnet Kenya. För att uppmuntra engelsmän att slå sig ner i protektoratet, byggdes en järnvägslinje från hamnstaden Mombasa till Nairobi, och mark såldes till nybyggare för sju cent per tunnland. Banan fortsatte upp i höglandet, över Great Rift Valley till Kisumu vid Viktoriasjön.

Charles Clutterbuck hörde till de engelsmän som ville pröva sin lycka i protektoratet. 1905 utvandrade han med familj till Njoro i dåvarande Brittiska Östafrika där han anlade en farm. Clara Clutterbuck kunde inte förlika sig med nybyggarlivet och återvände efter ett år till England. Hon tog med sig sonen Richard, men Beryl stannade hos fadern och återsåg inte mor och bror förrän vid vuxen ålder. Hon växte upp tillsammans med de infödda ungdomarna, lärde, lekte och jagade med dem. 

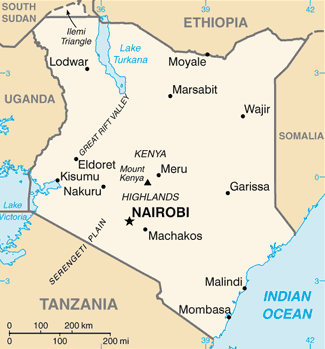
Kenya

Det första språk Markham lärde sig var swahili. Engelskan blev hennes andraspråk. Markham var hela dagarna tillsammans med pojken Kibii, vars far, Arab Maina, undervisade dem båda i vad en ung afrikan måste kunna. Hon fick därigenom andra rättigheter än de afrikanska flickorna. "Lakeweit" (lilla flicka) som hon kallades fick till exempel följa med moranerna på vårtsvinsjakten. Den företogs till fots på nakna fötter och med ett spjut som vapen och var långt ifrån ofarlig. Markhams hund, en stark och aggressiv bullterrier, dödades av en rasande vårtsvinshanne vid en sådan jakt.
Själv skadades hon i en episod som hon berättar om i sin bok. En storvuxen sandfärgad lejonhane med mörk man höll till på grannfarmens ägor och ansågs nästan tam. Den lilla flickan Beryl var gäst hos grannen och tog en ensam promenad en bit från huset. Lejonet fick syn på henne och anföll, slog henne till marken, bet tag i hennes ben och ställde sig över henne med framtassarna på hennes rygg beredd att börja äta av sitt byte.
Farmaren och flera tjänare hade sett vad som hänt och gick i sin tur till anfall, farmaren med en läderpiska som vapen. Den imponerade inte på lejonet, som övergav bytet och i stället anföll farmaren. Denne räddade sig upp i ett träd. Lejonet försvann åt ett annat håll och dödade under de närmaste trettiosex timmarna en häst, en årsgammal oxe och en ko.
År 1913 sattes Markham i skola i Nairobi, men där fann hon sig aldrig tillrätta. Skolan fann sig inte heller tillrätta med henne. Hon relegerades 1916 och återvände till farmen. En guvernant anställdes men slutade snart eftersom eleven uteblev från lektionerna.

## Hästtränaren
Charles Clutterbuck var en man som kunde tala med hästar och han lärde sin dotter detsamma. Efter flera misslyckade försök att med odling av olika slags grödor få farmen att bära sig, fann han sitt rätta område som tränare av hästar för kapplöpningarna i Nairobi. Dessa var lika viktiga för de vita bosättarna i Brittiska Östafrika som Ascot Racecourse var för den övre samhällsklassen i England.
Efter ett år av svår torka tvingades Charles Clutterbuck sälja farmen och söka lyckan på annat håll. Han valde att resa till Peru. Markham, som var sjutton år gammal, ville inte lämna Afrika, utan beslöt att stanna och reda sig själv. Hon hade 1919 gift sig med en skotsk rugbyspelare vid namn Jock Purves. Hon lämnade barndomshemmet i Njoro ensam, ridande på sin häst Pegasus med sina egna ägodelar i den ena sadelväskan och hästens filt och borstar i den andra. Hon hade som enda kvinna certifikat som rashästtränare och fick arbete på en farm i landskapet Molo. Lönen var en hydda att bo i och en stallplats åt Pegasus.
Markham behövde en medhjälpare och det fick hon. En kväll stod en man i hyddans dörröppning och mumlade hälsningsordet "Hodi". Det är swahili och betyder ungefär "jag är här". Markham svarade "Kaaribu", det vill säga att han var välkommen. Mannen var en ung moran klädd i den traditionella manteln och med klubba och svärd i rött fodral i pärlbältet runt livet. Han hade apsvansar kring vristerna och ett pärlstickat band med en ihålig lejonklo runt halsen. Han sa sitt namn: Arab Ruta. Det tog en stund för Markham att känna igen honom. Det var Kibii som vuxit upp till man. I Njoro hade han kallat henne "Beru", nu var hon "Memsahib". Han stannade i hennes tjänst under hela hennes tid i Afrika, ryktade hästar när hon var hästtränare och drog igång propellern när hon startade sina postflygningar.

## Äktenskap
1924 skildes Markham från Purves. Tre år senare gifte hon sig med engelsmannen Mansfield Markham, som var hästuppfödare. Därmed inleddes en kort period av ett tidigare okänt lyxliv. Efter bröllopsresan till Paris slog paret sig ner i England och levde societetsliv i London i sex månader innan de återvände till Afrika. 1929 födde Markam en son, som hade en medfödd skada och måste genomgå flera operationer. Han fördes till England för att få den bästa chansen till överlevnad och lämnades i sin farmors, Lady Markhams vård. Paret skildes strax därefter.

## Flygaren
Åter i Kenya lärde Markham känna Denys Finch Hatton, pilot, storviltsjägare och safariarrangör. Han var också vän med Karen Blixen och hennes make baron Bror von Blixen-Finecke. Markham, som var sjutton år yngre än Karen Blixen, blev den fjärde i vänkretsen. De levde det hårda och äventyrliga livet i tjugo- och trettiotalets Afrika som skildras i Blixens bok "Den afrikanska farmen" och Markhams "West with the night". Finch Hatton tog Markham med på turer i sitt tvåsitsiga biplan modell Gipsy Moth. Hon greps av tjusningen i att flyga och började ta flyglektioner för piloten Tom Black. Efter 18 månaders utbildning fick hon sin licens 13 juli 1931. Då var Finch Hatton död, han omkom 14 maj 1931 i en flygkrasch.
Markham slutade som hästtränare och blev postflygare, stationerad i Nairobi. Med ett Gipsy Moth-plan flög hon post till guldgruvorna och passagerare till avlägsna platser.
Inom ett år efter det att hon fått sitt certifikat gjorde hon en soloflygning från Nairobi till England i sitt enmotoriga plan, som varken hade radio, kompass eller hastighetsmätare. Första dagen flög hon till Juba i Sudan. Hårda vindar och motorkrångel tvingade ner henne innan hon nått ända fram till destinationen. Dagen därpå flög hon till Malakal vid Nilen och försökte nästa dag nå Sudans huvudstad Khartoum. Men motorn fortsatte vålla problem och hon kom inte längre än halvvägs. Hon landade i öknen och reparerade motorn så gott hon kunde. Öknens nomader hjälpte henne att släpa planet till fastare mark där hon lyckades starta.
Under den vidare vägen mot Khartoum stannade motorn ett flertal gånger, men kom igång igen. I Khartoum upptäcktes att en tätningsring spruckit och måste ersättas. En sådan fick hämtas i staden Atbara längre norrut vid Nilen. Trots reparationen fortsatte motorkrånglet och Markham tvingades landa innan hon nått Kairos flygplats. Det skedde under en sandstorm som gjorde det omöjligt att se marken. I Kairo fick hon hjälp av brittiska Royal Air Force som reparerade hennes motor så att den fortsättningsvis fungerade utan anmärkning. De problem som uppstod under flygningen över Medelhavet och Europa berodde på dåligt väder. När hon slutligen landade i London hade hon varit på väg i tjugotre dagar.

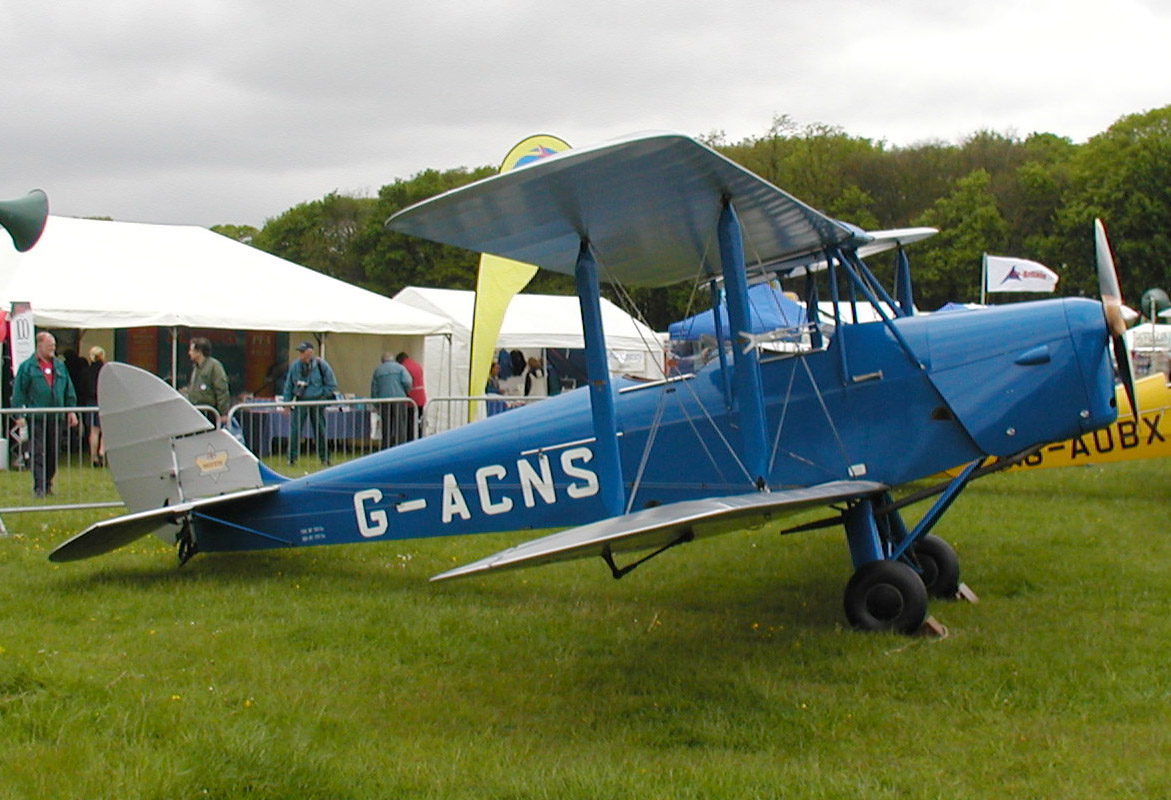
De Havilland Gipsy Moth DH 60G

Markham flög sträckan Nairobi–London ytterligare fem gånger, varav tre av dem ensam. Hon hade skaffat ett större plan, en De Havilland DH 85 Leopard Moth, en enmotorig flygmaskin med gul flygkropp, silverfärgade vingar och sluten tresitsig kabin. Ett av tillfällena var von Blixen med på resan. Markham samarbetade med honom i det som ursprungligen varit Finch Hattons idé: spaning efter elefanter från luften. Elfenben var värdefullt och elefanterna jagades hårt. Storviltjägare slog läger någonstans i elefantlandet sydsydost om Nairobi och väntade på rapporter om var elefanthannar med särskilt stora betar befann sig. Markham levererade sådana rapporter, trots att hon ansåg det förmätet av människan att döda elefanter, vars intelligens inte står människans efter.
1936 fick Markham ett erbjudande som bröt postflygandets enahanda. På en middagsbjudning i London träffade hon en förmögen irländare, John Carberry, farmägare i Kenya. De talade om långflygningar och om ett rekord som ännu fattades, nämligen att flyga non-stop västerut över Atlanten från England till USA. Om Markham ville göra försöket erbjöd sig Carberry att låna henne ett flygplan som han höll på att utrusta för att delta i en flygtävling. Hon svarade genast ja, hyrde ett plan och flög till verkstaden i Gravesend, där det erbjudna planet utrustades och bekantade sig med det. Det hette The Messenger och var en Percival Vega Gull med turkosfärgad flygkropp och silverfärgade vingar. Det försågs med extratankar och navigationsinstrument men inte radioutrustning.
Efter noggranna förberedelser startade hon på kvällen den 4 september 1936 i dimma och regn från Abingdon på Englands västkust mot New York. Hon råkade strax in i ett oväder, vars hårda vindar orsakade att mer bränsle än beräknat gick åt. Hon hade sex bränsletankar som var och en skulle räcka för fyra timmars flygning. Men efter två timmar och trettiofem minuter hostade motorn till och stannade. Planet började dyka och var nere på fyra hundra meters höjd innan Markham lyckades koppla in nästa tank. Motorn startade ändå inte, och planet fortsatte neråt mot det öppna havets väldiga vågor. Äntligen, på 100 meters höjd, kom motorn till liv i en explosion, Markham kunde manövrera planet igen och få det att stiga.
Omkopplingarna från tom tank till full tank gick fortsättningsvis utan problem. Men Markham var fortfarande över vatten när den sista tanken var tömd. Motorn dog, hostade till, startade på nytt, hackade vidare och dog definitivt. Planet gled in över land och kraschlandade nittio meter från strandkanten i ett kärr på Cape Breton, Nova Scotia. Propellern slets av, planet begravde nosen i gyttjan och Markham slog huvudet i vindrutan som splittrades. Hon tog sig ut, konstaterade att hon varit i luften i tjugoen timmar och tjugofem minuter och plaskade i väg i lervällingen. Efter någon timme hittades hon av ett par fiskare som hjälpte henne till sin stuga.
Nästa dags eftermiddag landade hon med ett annat flygplan på Floyd Bennet-flygfältet i New York. Där hyllades hon av en stor skara människor för sin prestation att som första kvinna ha flugit från England till Canada västerut över Atlanten.

## Författaren
Efter sin atlantflygning bodde Markham i Kalifornien i flera års tid.
Där skrev hon sin bok "West with the Night" som gavs ut 1942. Den fick mycket beröm i amerikansk press, men hamnade i skuggan av andra världskrigets händelser. Året efter, när boken gavs ut i England, rådde sträng pappersransonering och recensionerna var få och korta, varför boken inte heller då fick något större genomslag. Sådana restriktioner hade inte drabbat Blixens "Den afrikanska farmen" som gavs ut 1937, och på några år nådde klassikerstatus. "West with the Night" anses vara fullt i klass med denna berömda och storslagna berättelse, och togs mycket positivt emot när boken gavs ut på nytt 1983. En svensk översättning utgavs 1987.
I biografin "The lives of Beryl Markham" av Errol Trzebinski framförs som troligt att Markham inte själv skrivit " West with the Night". Hennes tredje make journalisten Raoul Schumacker skulle ha varit spökskrivare. Författaren Mary S. Lovell hade en annan åsikt. Hon besökte och intervjuade Markham i Kenya en kort tid före hennes död 1986, och sade sig sedan vara säker på att Markham själv skrivit boken, även om hennes tredje make i viss mån redigerat den.
Ernest Hemingway skrev om "West with the Night":
... she has written so well, and marvelously well, that I was completely ashamed of myself as a writer. I felt that I was simply a carpenter with words, picking up whatever was furnished on the job and nailing them together and sometimes making an okay pig pen. But this girl ... can write rings around all of us who consider ourselves as writers... (Ur ett brev till Maxwell Perkins 1942)

År 1950 återvände hon till Kenya och ägnade sig med stor framgång åt att träna hästar. Hon dog i Kenya 3 augusti 1986, 83 år gammal.

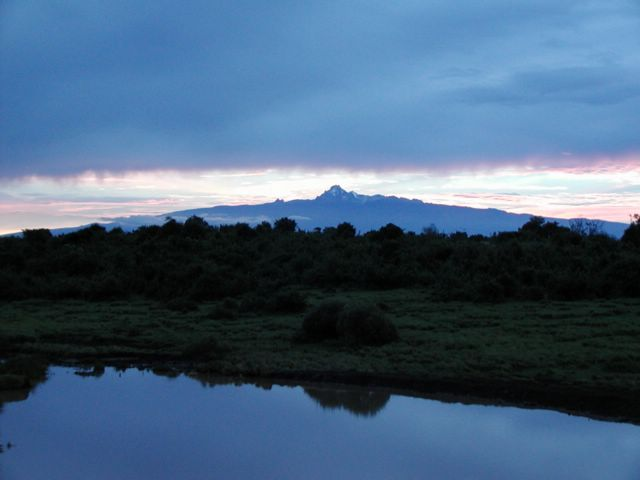
Soluppgång över Mount Kenya

## Citat
| ” | I have lifted my plane from Nairobi Airport for perhaps a thousand flights and I have never felt her wheels glide from the earth into the air without knowing the uncertainty and the exhilaration of the first born adventure. | „ |

## Hedersbetygelse
Kollisionskratern Markham på planeten Venus har uppkallats efter Beryl Markham.

## Markham inom populärkulturen
- Ett dokumentärt entimmars TV-program "World Without Walls: Beryl Markham's African Memoir" spelades in medan Markham ännu var i livet 1986. Producerat av Steve Talbolt, Joan Saffa och Judy Flannery.[14]
- I videofilmen "Shadow On The Sun" (1988) spelas Markham av Stefanie Powers, också filmens producent. Regi: Tony Richardson. En trailer kan ses på Video Detective[15]

## En film
- Som postflygare i Kenya flög Markham ett Gipsy Moth plan. Nancy Bird, f.1915, som längre fram var pilot hos Flying Doctors i Australiens Outback, flög som mycket ung en Gipsy Moth. Här ger hon en uppfattning om hur det är att flyga ett sådant plan: .

## Fotnoter
1. 1 2  Margo McLoone: Women Explorers of the Air, 1999 Capstone Press, Manato, Minnesota
2. ↑  Beryl Markham. Västerut i natten. Mitt liv i Afrika. Övers. Rose-Marie Nielsen. Gedins förlag 1987. Kapitel VII.
3. ↑  Beryl Markham. Västerut i natten. Mitt liv i Afrika. Övers. Rose-Marie Nielsen. Gedins förlag. 1987. Kapitel V.
4. 1 2  Salina J. Wilde. Lakweit; Triumphant Aviator-Fearless Adventurer
5. ↑  Beryl Markham. Västerut i natten. Mitt liv i Afrika. Övers. Rose-Marie Nielsen. Gedins förlag. 1987. Kapitel XII.
6. ↑  Gale Group
7. ↑  Beryl Markham. Västerut i natten. Mitt liv i Afrika. Övers. Rose-Marie Nielsen. Gedins förlag 1987. Kapitel XVII.
8. ↑  Salina J. Wilde. Lakweit; Triumphant Aviator-Fearless Adventurer.
9. ↑  Beryl Markham. Västerut i natten. Mitt liv i Afrika. Övers. Rose-Marie Nielsen. Gedins förlag 1987. Kapitel XXII.
10. ↑  Beryl Markham. Västerut i natten. Mitt liv i Afrika. Övers. Rose-Marie Nielsen. Gedins förlag 1987.
11. ↑  Errol Trzebinski. The Lives of Beryl Markham. New York: W.W. Norton. 1993.
12. ↑  Hemingways brev, Author and Hero
13. ↑  U.S.Geological Survey Arkiverad 7 augusti 2011 hämtat från the Wayback Machine.
14. ↑  Turner Classic Movies
15. ↑  ”Video Detective”. Arkiverad från originalet den 13 juni 2020. https://web.archive.org/web/20200613174635/https://www.videodetective.com/movie/beryl-markham-a-shadow-on-the-sun-15036. Läst 13 juni 2020.